# Clem Alford
Clem Alford (* 2. Oktober 1945 in Glasgow, Strathclyde, Schottland) ist ein schottischer Musiker und Sitar-Spieler.
Er gilt als einer der frühen Pioniere, die das traditionelle Sitar-Spiel technisch mit der westlichen elektronischen Rockmusik fusionierten. Mit Hilfe von elektrischen Tonabnehmern und Gitarreneffekten verschmolz er die traditionelle indische Musik mit unserer westlichen Rockmusik. Überdies komponierte er auch Filmmusik und ist Autor eines philosophischen Leitfadens für das Sitarspiel. Er erhielt mehrere musikalische Auszeichnungen sowohl in Indien als auch im Westen. Er wird wegen seiner Kenntnisse der indischen klassischen Musiktradition auch als "schottischer Pandit" bezeichnet.

## Leben
Alford hatte in seinem Musikstudium ursprünglich den traditionellen Schottischen Dudelsack studiert, wechselte aber Mitte der sechziger Jahre zum Sitarspiel über, nachdem er sich von den beiden indischen Musikern und Komponisten Ravi Shankar und Ali Akbar Khan inspirieren ließ. 1968 ging er nach Indien, um die klassische Sitar zu studieren. Im Jahre 1970 erlangte er im indischen Kalkutta (Westbengalen) erfolgreich ein Diplom in indischer Musik.

### Karriere als Musiker
Anfang der siebziger Jahre gründete er seine erste Band. Sie bestand aus dem Gitarristen Jim Moyes und dem Tabla-Percussionisten Keshav Sathe. Ihnen wurde die Möglichkeit geboten, für das Label Mushroom ein Album aufzunehmen, vorausgesetzt, sie fügen einen Sänger hinzu. So stieß Alisha Sufit als Sängerin hinzu. Gemeinsam nannten sie sich Magic Carpet und veröffentlichten 1972 ihr gleichnamiges Debüt, welches indische und volkstümliche Musik, sowohl auf Gesangs- als auch auf Instrumentalebene vereinte.
1974 nahm Alford mit Mirror-Image ein Soloalbum auf und verknüpft darauf indische Musik mit elektrischem Jazz-Rock. Alford nutzte dabei eine elektronische Sitar, wobei er ein Kontaktmikrofon und ein im Rock-Genre gebräuchliches Wah-Wah-Pedal verwendete. Begleitet wurde er von klassischer westlicher Instrumentierung: E-Gitarre, E-Piano, Bass und Schlagzeug. Zudem enthielt das Album zwei traditionelle Ragas, die von Alford (auf Tanpura) und Magic Carpet-Mitglied Keshav Sathe (Tabla) gespielt wurden.
Das Album wurde als eine der gelungensten Mischungen zwischen Pop/Rock-Strukturen und dem sakralen Sound der Raga-Musik bezeichnet.
1988 gründete er mit der jungen Sängerin Sophiya Haque und Tabla-Percussionisten John Millar die Band Akasa und verband diesmal das traditionelle Sitarspiel mit dem elektronischen Popsound der 80er. Mit dem mit John Millar fortgeführten Nachfolgeprojekt The Alien Mangoes mischte er indische Musik mit atmosphärischen Klängen.
1996 schloss er sich wieder mit Alisha Sufit zusammen, um das Album Once Moor aufzunehmen. Da keiner der anderen ursprünglichen Magic Carpet-Musiker an dem Album beteiligt war, wurde diesmal der Bandname Magic Carpet II gewählt.

### Als Lehrbeauftragter, Musikdirektor & Ratgeber
- Musikdirektor an der Bildungsstiftung Bharatiya Vidya Bhavan, London England 1972–1976.
- Lehrbeauftragter am College für Kunst und Technologie, Cambridge England, 1982–1986.
- Musikberater des United Kingdom University Music Circuit, London, 1984–1985.
- Seit 1994 Kursleiter am Konservatorium für Südasien und Weltmusik in Birmingham, England[10]

## Diskografie
- 1974 Mirror Image (Soloalbum)[11]

### Mit Magic Carpet
- 1972 Magic Carpet[12][5]
- 1996 Once Moor (als Magic Carpet II)[13]

### Mit Akasa
- 1992 One Night in My Life[14]